# 紀元前343年
紀元前343年（きげんぜん343ねん）は、ローマ暦の年である。

## 他の紀年法
- 干支 : 戊寅
- 日本
  - 皇紀318年
  - 孝安天皇50年
- 中国
  - 周 - 顕王26年
  - 秦 - 孝公19年
  - 楚 - 宣王27年
  - 斉 - 威王14年
  - 燕 - 文公19年
  - 趙 - 粛侯7年
  - 魏 - 恵王27年
  - 韓 - 昭侯20年
- 朝鮮
  - 檀紀1991年
- ベトナム :
- 仏滅紀元 : 202年
- ユダヤ暦 :

## できごと

### ペルシア
- アケメネス朝ペルシア皇帝アルタクセルクセス3世がエジプトへと侵攻し、エジプト第30王朝のファラオであるネクタネボ2世を打ち破ってエジプトを占領し、エジプト第30王朝を滅ぼした。これによってエジプト最後のエジプト人王朝が滅亡し、以後エジプトは外国人の支配下に置かれ続けることとなった[1]。

### 共和政ローマ
- 共和政ローマは、イタリア半島中南部山岳地帯に住むサムニウム人と第1次サムニウム戦争を開始した。（-紀元前341年）[2]。

### 中国
- 周の顕王が秦の孝公を伯とし、諸侯が慶賀した。